# Gästriklands västra domsagas tingslag
Gästriklands västra domsagas tingslag, innan 1921 benämnt Gästriklands västra tingslag, var ett tingslag i Gävleborgs län med tingsplats i Storvik. Tingslaget omfattade västra delen av landskapet Gästrikland. År 1934 hade tingslaget 30 813 invånare och hade en areal av 2 098 km², varav land 1 950.
Tingslaget bildades 1880 och fick ändrad omfattning redan året därpå och 1921 skedde ytterligare en förändring av omfattningen (se nedan). Tingslaget upplöstes 1971 och övergick i Sandvikens domsaga som 2004 uppgick i Gävle domsaga.
Domsaga var till 1921 Gästriklands domsaga, som även omfattade Gästriklands östra tingslag, och från 1921 Gästriklands västra domsaga.

## Socknar
Tingslaget omfattade följande socknar:
Före 1880 i Ovansjö, Torsåkers och Årsunda tingslag (från 1693, Årsunda bara från 1725)
- Ovansjö socken
- Järbo socken
- Torsåkers socken
- Hofors socken (utbruten ur Torsåkers socken 1911/1925)
- Årsunda socken (bara 1880)

samt från 1924:
- Storviks köping då utbruten ur Ovansjö socken

Före 1880 i Ockelbo och Hamrånge tingslag (från 1693)
- Ockelbo socken

Före 1880 i Hedesunda och Österfärnebo tingslag
- Österfärnebo socken bara från 1881 till 1921